# Ignoramus et ignorabimus
Ignoramus et ignorabimus (v latině nevíme a nebudeme vědět) je zásada, kterou zformuloval německý fyziolog Emil du Bois-Reymond jako vyjádření svého názoru, že člověk má ohraničené a nepřekročitelné hranice možností poznání přírody. Je to projev extrémního agnosticismu. Byla popularizována v roce 1872 v jeho publikaci Über die Grenzen des Naturerkennens ("O mezích poznání přírody").
Tato teze často zkracována na pouhé ignorabimus (nebudeme vědět) a bývá předmětem mnoha vědeckých diskuzí. Vystupoval proti ní matematik David Hilbert, který ji označil za idiotskou, a přemítal o ní i Wolf Lepenies.

## Sedm hádanek světa
Emil du Bois-Reymond použil formulaci ingoramus et ignorabimus při svém známém projevu před Pruskou akademií věd v roce 1880. V tomto projevu definoval sedm hádanek světa a promluvil nich.
Podle něho tři z těchto sedmi otázek nemůže věda ani filozofie nikdy vysvětlit, protože jsou transcendentní.

## Hilbertova reakce
David Hilbert namítl, že toto pojetí lidských schopností a vědění je zbytečně pesimistické. Podle Hilberta tím, že považujeme otázku za neřešitelnou, zbytečně omezujeme limity našeho vědění.
V roce 1900 se Hilbert obrátil na Mezinárodní kongres matematiků v Paříži s myšlenkou, že odpovědi na matematické problémy jsou dosažitelné s dostatečným lidským odhodláním. Podle něho "v matematice není žádné ignorabimus".
Dne 8. září 1930 Hilbert rozvedl svůj názor na ignorabimus ve svém slavném proslovu před Německou společností vědců a fyziků, v Königsbergu, při kterém pronesl známý výrok "Wir müssen wissen — wir werden wissen" (česky "Musíme vědět - budeme vědět.").